# Lista prințeselor de Transilvania
În tabel sunt enumerate prințesele consoarte ale Transilvaniei.
      Dinastia Zápolya 
      Dinastia Báthory
      Dinastia Habsburg
      Dinastia Rákóczi
      Dinastia Bethlen
      Dinastia Apafi 
      Dinastia Habsburg-Lorena

## Prințese ale Transilvaniei
| Portret     | Blazon      | Numele                                       | Tatăl                                                           | Nașterea          | Căsătoria                                             | A devenit prințesă                                                                | A încetat să mai fie prințesă                                                                               | Decesul           | Soțul                                       |
| ----------- | ----------- | -------------------------------------------- | --------------------------------------------------------------- | ----------------- | ----------------------------------------------------- | --------------------------------------------------------------------------------- | --- | ----------------- | ------------------------------------------- |
| Necăsătorit | Necăsătorit | Necăsătorit                                  | Necăsătorit                                                     | Necăsătorit       | Necăsătorit                                           | Necăsătorit                                                                       | Necăsătorit                                                                                                 |                   | Ioan Sigismund Zápolya                      |
|             |             | Anna Szárkándy                               | -                                                               | -                 | -                                                     | 1571, Oponenții soțului Ștefan Báthory                                            | 1572, Înfrângerea soțului                                                                                   | -                 | Kaspar Bekes                                |
|             |             | Anna Iagello                                 | Sigismund I al Poloniei (Dinastia Iagello)                      | 18 octombrie 1523 | 1 mai 1576, alături de Elisabeta Bocskay              | 1 mai 1576, alături de Elisabeta Bocskay                                          | 12 decembrie 1586, Decesul soțului                                                                          | 9 septembrie 1596 | Ștefan Báthory                              |
|             |             | Elisabeta Bocskay                            | György Bocskay                                                  | 1550              | 1571?                                                 | 28 ianuarie 1576, alături de Anna Iagello                                         | 27 mai 1581, Decesul soțului                                                                                | 15 februarie 1581 | Cristofor Báthory                           |
|             |             | Maria Cristina de Habsburg                   | Carol al II-lea, Arhiduce de Austria (Casa de Habsburg)         | 10 noiembrie 1574 | 6 august 1595                                         | 6 august 1595                                                                     | Aprilie 1598, Abdicarea soțului                                                                             | 6 aprilie 1621    | Sigismund Báthory                           |
| Necăsătorit | Necăsătorit | Necăsătorit                                  | Necăsătorit                                                     | Necăsătorit       | Necăsătorit                                           | Necăsătorit                                                                       | Necăsătorit                                                                                                 |                   | Rudolf al II-lea, împărat romano-german     |
|             |             | Maria Cristina de Habsburg                   | Carol al II-lea, Arhiduce de Austria (Casa de Habsburg)         | 10 noiembrie 1574 | 6 august 1595                                         | August 1598, Revenirea soțului                                                    | martie 1599, Divorț. A doua abdicare a soțului                                                              | 6 aprilie 1621    | Sigismund Báthory                           |
|             |             | Stanca Doamnă                                | Dumitru Izvoranu?                                               | -                 | 1588                                                  | 20 noiembrie 1599, Accederea soțului la tron (?)                                  | Septembrie 1600 Detronarea soțului                                                                          | -                 | Mihai Viteazul                              |
| Necăsătorit | Necăsătorit | Necăsătorit                                  | Necăsătorit                                                     | Necăsătorit       | Necăsătorit                                           | Necăsătorit                                                                       | Necăsătorit                                                                                                 |                   | Rudolf al II-lea, împărat romano-german     |
| Necăsătorit | Necăsătorit | Necăsătorit                                  | Necăsătorit                                                     | Necăsătorit       | Necăsătorit                                           | Necăsătorit                                                                       | Necăsătorit                                                                                                 |                   | Sigismund Báthory                           |
| Necăsătorit | Necăsătorit | Necăsătorit                                  | Necăsătorit                                                     | Necăsătorit       | Necăsătorit                                           | Necăsătorit                                                                       | Necăsătorit                                                                                                 |                   | Rudolf al II-lea, împărat romano-german     |
|             |             | Anna Korniș                                  | -                                                               | -                 | 1585                                                  | 15 aprilie 1603 Alegerea în funcție a soțului                                     | 17 iulie 1603 Decesul soțului                                                                               | -                 | Moise Székely                               |
|             |             | Cătălina Hagymássy                           | -                                                               | -                 | 1583                                                  | 21 februarie 1605 Alegerea în funcție a soțului                                   | 29 decembrie 1606, Decesul soțului                                                                          | -                 | Ștefan Bocskay                              |
|             |             | Borbala Telegdi                              | Mihály Telegdi                                                  | -                 | 1596                                                  | 11 februarie 1607 Alegerea în funcție a soțului                                   | 5 martie 1608 Decesul soțului                                                                               | Martie 1616       | Sigismund Rákóczi                           |
|             |             | Anna Horváth de Palocsa                      | -                                                               | -                 | 1607                                                  | 7 martie 1608, Alegerea în funcție a soțului                                      | 27 octombrie 1613, Decesul soțului                                                                          | -                 | Gabriel Báthory                             |
|             |             | Suzana Károlyi                               | László Károlyi (Károlyi de Nagykároly)                          | 1585              | 1605                                                  | 13 octombrie 1613 Alegerea în funcție a soțului                                   | 13 mai 1622                                                                                                 | 13 mai 1622       | Gabriel Bethlen                             |
|             |             | Ecaterina de Brandenburg                     | Johann Sigismund, Elector de Brandenburg (Hohenzollern)         | 28 mai 1602       | 2 martie 1626                                         | 2 martie 1626                                                                     | 15 noiembrie 1629, Decesul soțului                                                                          | 9 februarie 1649  | Gabriel Bethlen                             |
|             |             | Cătălina Károlyi                             | László Károlyi (Károlyi de Nagykároly)                          | 1588              | 1623                                                  | 28 septembrie 1629, Alegerea în funcție a soțului                                 | 26 noiembrie 1630, Detronarea soțului                                                                       | 1588              | Ștefan Bethlen                              |
|             |             | Maria Anna a Spaniei                         | Filip al III-lea al Spaniei (Casa de Habsburg)                  | 18 august 1606    | 20 februarie 1631, în opoziție cu Zsuzsanna Lorántffy | 20 februarie 1631, în opoziție cu Zsuzsanna Lorántffy                             | 13 decembrie 1645 Recunoașterea lui Gheorghe Rákóczi I ca prinț                                             |                   | Ferdinand al III-lea, împărat romano-german |
|             |             | Zsuzsanna Lorántffy                          | Mihály Lorántffy (Lorántffy de Serke)                           | 1600/2            | 1616                                                  | 1 decembrie 1630 Alegerea în funcție a soțului                                    | 11 octombrie 1648, Decesul soțului                                                                          | 18 aprilie 1660   | Gheorghe Rákóczi I                          |
|             |             | Sofia Báthory                                | Andrei Báthory (1597–1637) [Báthory de Somlyó]                  | 1629              | 3 februarie 1643                                      | 19 februarie 1642, Alegerea în funcție a soțului. Octombrie 1648, Accesul la tron | 3 noiembrie 1657 Decesul soțului                                                                            | 14 iunie 1680     | Gheorghe Rákóczi al II-lea                  |
|             |             | Druzsina Bethlen                             | Ștefan Bethlen (Bethlen de Iktár)                               | -                 | -                                                     | 2 noiembrie 1657 Alegerea în funcție a soțului                                    | 9 ianuarie 1658 Decesul soțului                                                                             | -                 | Francisc Rhédei                             |
|             |             | Sofia Báthory                                | Andrei Báthory (1597–1637) [Báthory de Somlyó]                  | 1629              | 3 februarie 1643                                      | 1657, Detronarea soțului                                                          | 1658 Reîntronarea soțului                                                                                   | 14 iunie 1680     | Gheorghe Rákóczi al II-lea                  |
|             |             | Elisabeta Szalánczy                          | Szalánczy de Szenttamás                                         | -                 | -                                                     | 1658, Detronarea soțului                                                          | 1659 Reîntronarea soțului                                                                                   | -                 | Acațiu de Bârcea                            |
|             |             | Sofia Báthory                                | Andrei Báthory (1597–1637) [Báthory de Somlyó]                  | 1629              | 3 februarie 1643                                      | 1659, Reîntronarea soțului                                                        | 7 iunie 1660 Decesul soțului                                                                                | 14 iunie 1680     | Gheorghe Rákóczi al II-lea                  |
|             |             | Anna Bornemissza                             | -                                                               | 1630              | 1650 sau 10 iunie 1653                                | 14 septembrie 1661, Alegerea soțului                                              | 5 august 1688                                                                                               | 5 august 1688     | Mihai Apafi I                               |
|             |             | Cătălina Bethlen                             | Gergely Bethlen (Bethlen de Bethlen)                            | -                 | 30 iunie 1694                                         | 30 iunie 1694                                                                     | 1692, Detronarea soțului                                                                                    | 4 ianuarie 1725   | Mihai Apafi al II-lea                       |
|             |             | Elena Zrinska                                | Petar Zrinski, ban al Croației (Zrinski)                        | 1643              | 15 iunie 1682                                         | 22 septembrie 1690, soțul oponent al Habsburgilor                                 | 26 ianuarie 1699 Tratatul de la Karlowitz (abandonarea cererii soțului, după înfrângerea aliaților otomani) | 18 februarie 1703 | Emeric Tököli                               |
|             |             | Eleonore-Magdalena de Neuburg                | Philip Wilhelm, elector Palatin (Casa de Wittelsbach)           | 6 ianuarie 1655   | 14 decembrie 1676                                     | 1692, Asumarea titlului de către soț                                              | 5 mai 1705 Decesul soțului                                                                                  | 19 ianuarie 1720  | Leopold I, împărat romano-german            |
|             |             | Charlotte Amalie von Hesse-Wanfried          | Carol, landgraf de Hessa-Wanfried                               | 8 martie 1679     | 26 septembrie 1696                                    | 8 iulie 1704 Izbucnește Răscoala lui Rákóczi                                      | 21 februarie 1711 Se încheie Răscoala lui Rákóczi                                                           | 8 februarie 1722  | Francisc Rákóczi al II-lea                  |
|             |             | Wilhelmina Amalia de Brunswick-Lüneburg      | Johann Frederic, duce de Brunswick-Lüneburg (Dinastia Welfilor) | 21 aprilie 1673   | 24 februarie 1699                                     | 5 mai 1705 Accederea soțului la tron'                                             | 17 aprilie 1711 Decesul soțului                                                                             | 10 aprilie 1742   | Iosif I, împărat romano-german              |
|             |             | Elisabeta Cristina de Brunswick-Wolfenbüttel | Ludwig Rudolf, duce de Brunswick-Lüneburg (Dinastia Welfilor)   | 28 august 1691    | 1 august 1708                                         | 17 aprilie 1711 Accederea soțului la tron                                         | 20 octombrie 1740, decesul soțului                                                                          | 21 decembrie 1750 | Carol al VI-lea, împărat romano-german      |
|             |             | Francisc I, împărat romano-german, coregent  | Ludwig Rudolf, duce de Brunswick-Lüneburg (Dinastia Welfilor)   | 8 decembrie 1708  | 12 februarie 1736                                     | 20 octombrie 1740 Accederea soției la tron                                        | 18 august 1765                                                                                              | 18 august 1765    | Maria Terezia a Austriei                    |

## Marele Principat al Transilvaniei
Principatul Transilvaniei a fost ridicat la rangul de Mare Principat, la 2 noiembrie 1765.

## Mari Prințese ale Transilvaniei
| Portret     | Blazon      | Nume                               | Tatăl                                                                   | Naștere            | Căsătorie         | Devine Mare Prințesă                        | Încetează să mai fie Mare Prințesă   | Deces              | Soț                                       |
| ----------- | ----------- | ---------------------------------- | ----------------------------------------------------------------------- | ------------------ | ----------------- | ------------------------------------------- | ------------------------------------ | ------------------ | ----------------------------------------- |
| Necăsătorit | Necăsătorit | Necăsătorit                        | Necăsătorit                                                             | Necăsătorit        | Necăsătorit       | Necăsătorit                                 | Necăsătorit                          |                    | Maria Theresa de Austria                  |
|             |             | Maria Louisa a Spaniei (1745-1792) | Carol al III-lea al Spaniei (Casa de Bourbon)                           | 24 noiembrie 1745  | 5 august 1765     | 20 februarie 1790 Accederea soțului la tron | 1 martie 1792 Decesul soțului        | 15 mai 1792        | Leopold al II-lea, împărat romano-german  |
|             |             | Maria Teresa a celor Două Sicilii  | Ferdinand I al celor Două Sicilii (Casa celor Două Sicilii-Bourbon)     | 6 iunie 1772       | 15 august 1790    | 1 martie 1792 Accederea soțului la tron     | 13 aprilie 1807                      | 13 aprilie 1807    | Francisc al II-lea, împărat romano-german |
|             |             | Maria Ludovica de Austria-Este     | Arhiducele Ferdinand Carol Iosif de Austria-Este (Casa de Austria-Este) | 14 decembrie 1787  | 6 ianuarie 1808   | 6 ianuarie 1808                             | 7 aprilie 1816                       | 7 aprilie 1816     | Francisc al II-lea, împărat romano-german |
|             |             | Carolina Augusta de Bavaria        | Maximilian I Iosif de Bavaria (Dinastia Wittelsbach)                    | 8 februarie 1792   | 29 octombrie 1816 | 29 octombrie 1816                           | 2 martie 1835 Decesul soțului        | 9 februarie 1873   | Francisc al II-lea, împărat romano-german |
|             |             | Maria Anna de Sardinia             | Victor Emmanuel I de Sardinia (Casa de Savoia)                          | 19 septembrie 1803 | 12 februarie 1831 | 2 martie 1835 Accederea soțului la tron     | 2 decembrie 1848 Abdicarea soțului   | 4 mai 1884         | Ferdinand al V-lea al Ungariei            |
|             |             | Elisabeta de Bavaria / Sisi        | Maximilian I Iosif de Bavaria (Casa de Wittelsbach)                     | 24 Decembrie 1837  | 24 aprilie 1854   | 24 aprilie 1854                             | 10 septembrie 1898                   | 10 septembrie 1898 | Francisc Iosif al Austriei                |
|             |             | Zita de Bourbon-Parma              | Robert I, duce de Parma (Casa de Bourbon-Parma)                         | 9 mai 1892         | 13 iunie 1911     | 21 noiembrie 1916 Accederea soțului la tron | 11 noiembrie 1918 Detronarea soțului | 14 martie 1989     | Carol al IV-lea al Ungariei               |